# Joseph Meder
Joseph Meder (* 10. Juni 1857 in Lobeditz; † 14. Jänner 1934 in Wien) war ein österreichischer Kunsthistoriker.

## Leben
Joseph Meder wurde in Lobeditz (Zlovědice) in Böhmen geboren. Er studierte Germanistik an der Universität Wien und schloss 1883 mit dem Dr. phil. ab. Während seines Studiums wurde er Mitglied der Wiener Burschenschaft Braune Arminia. In den Jahren 1884 bis 1889 war er an der Universitätsbibliothek in Wien tätig und kam 1889 an die Graphische Sammlung der Albertina, deren Direktor er von 1905 bis 1923 war. Meder setzte eine bereits von seinen Vorgängern begonnene Umgestaltung der Albertina von der alten fürstlichen Privatsammlung in eine moderne Forschungsstätte weiter um. Durch seine hauptsächlich auf die Handzeichnungen konzentrierte Arbeit mit Untersuchungen und Materialproben entstanden Grundlagen für die moderne Restaurierung und Konservierung von graphischen Blättern. Meder erstellte einen in der Kunstforschung häufig zitierten wissenschaftlichen und kritischen Katalog der Handzeichnungen Albrecht Dürers.

## Publikationen (Auswahl)
- Das Büchlein vom Silbersteft: ein Tractätlein für Moler. Beschreiben zu Nutz allen, so zu dieser Kunst Lieb tragen. Gerlach & Wiedling, Wien 1909; Nachdruck: Das Büchlein vom Silbersteft. (Historische Texte zur Kunst) Cenninas, Freiburg im Breisgau 2015, ISBN 978-3-946089-01-8 (mit vollständiger Abbildung der historischen Ausgabe von 1909. Überarbeitet für den heutigen Gebrauch von Aline Ehrhardt)
- Herausgegeben mit Friedrich Lippmann, Friedrich Winkler: Zeichnungen von Albrecht Dürer in Nachbildungen (Lichtdruckfaksimile). G. Grotesche Verlagsbuchhandlung Berlin, 1883–1929 (Groß-Folio). Meder veröffentlichte 1905 den fünften der sieben Bände: Abteilung XLIX (Sammlung in der Albertina in Wien)
- Die Handzeichnung: ihre Technik und Entwicklung. Wien 1923. Digitalisat
- Albrecht Dürer – ein Handbuch über Albrecht Dürers Stiche, Radierungen, Holzschnitte, deren Zustände, Ausgaben und Wasserzeichen. Gilhofer & Ranschburg, Wien 1932. Digitalisat